# Amanita porphyria
Amanita porphyria Alb. & Schwein., Consp. Fung.: 142 (1805).
L'Amanita porphyria si distingue per la base del gambo bulbosa marginata, il suo cappello marrone, i frammenti grigiastri di velo universale e l'anello.

Poiché trattasi di un fungo di pessime qualità organolettiche e per evitare tragiche confusioni con specie congeneri velenose o mortali, questa specie deve essere considerata non edule.

## Descrizione della specie

### Cappello
5-8(10) cm, inizialmente campanulato, poi convesso, infine appianato-disteso, a volte con un breve umbone.
cuticolaspesso brillante e facilmente separabile dal cappello, di colore grigio ardesia pallido, grigiastro con riflessi violacei, grigio brunastro, in genere più scuro al centro, viscoso con tempo umido, a volte presenta frammenti grigi del velo.
marginesenza striature.

### Lamelle
Libere, fitte, intercalate da lamellule, di colore bianco o appena grigiastre.

### Gambo
6-12 x 1-2 cm, cilindrico progressivamente attenuato verso l'apice, glabro e liscio al di sopra dell'anello e più o meno decorato da fibrille grigiastre, disposte a zig-zag, al di sotto dell'anello, da biancastro a grigio violaceo chiaro, alla pressione diventa brunastro, prima pieno poi farcito o cavo, con alla base un grosso bulbo marginato avvolto dalla volva.

### Anello
A disco poi cadente, membranoso, molto sottile e poco durevole, bianco grigiastro poi viola brunastro.

### Volva
Sub-membranosa, circoncisa, inguainante, grigiastra o biancastra con riflessi rossastri.

### Carne
Biancastra o grigiastra, soda e abbastanza fragile.
- Odore: forte rafanoide.
- Sapore: mite, poi acre e sgradevole.

### Spore
8-10 x 7,5-9 µm, globulose, lisce, amiloidi, bianche in massa.

## Habitat
L'Amanita porphyria fruttifica solitario o gregario, dall'estate al tardo autunno, su suoli acidi, nei boschi di conifere con cui stabilisce legame micorrizico, specialmente sotto abeti, faggi e pini.

## Commestibilità
Considerato non commestibile, per non aver alcun valore di commestibilità.
Per il facile scambio con la Amanita pantherina è assolutamente meglio evitare di consumare questo fungo.

## Etimologia
Il nome deriva dal latino porphyrius, purpureo, per via del caratteristico colore delle tracce presenti nel cappello.

## Specie simili
- Amanita citrina (non commestibile)
- Altre specie del genere Amanita

## Nomi comuni
- Agarico porporino

## Sinonimi e binomi obsoleti
- Agaricus porphyreus (Alb. & Schwein.) Fr., Systema mycologicum (Lundae) 1: 14 (1821)
- Agaricus recutitus Fr., Epicrisis Systematis Mycologici (Upsaliae): 6 (1838)
- Amanita recutita (Fr.) Gillet, Hyménomycètes (Alençon): 42 (1874)
- Amanitina porphyria (Alb. & Schwein.) E.-J. Gilbert, Iconographia Mycologica 27(Suppl. 1): 78 (1941)